# Yngling med sköldpadda

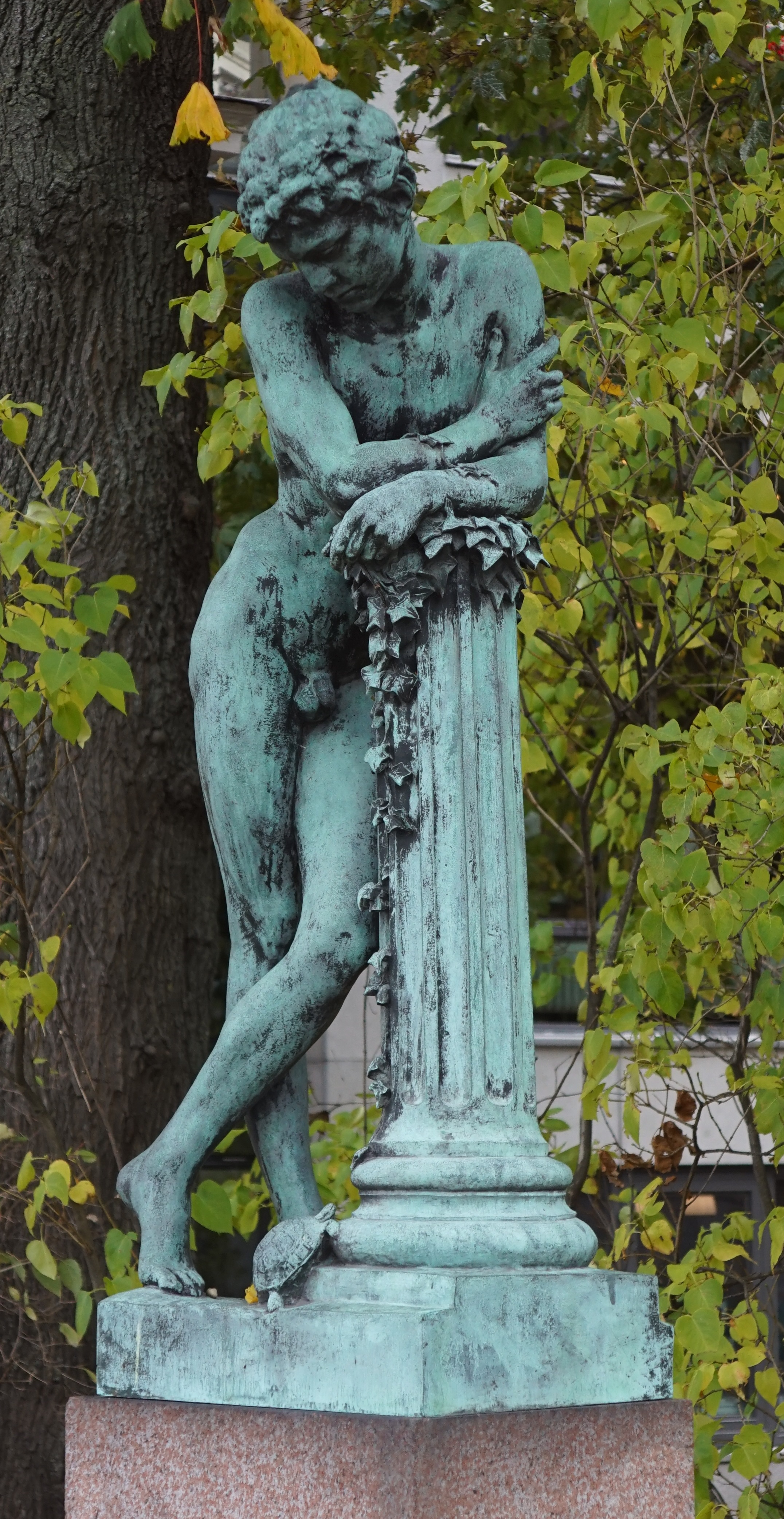
Yngling med sköldpadda (1879).

Yngling med sköldpadda (Zweeds voor 'Jongeling met schildpad') is een sculptuur van een staande jongeling leunend op een zuil met wijnranken, in 1879 gemaakt door John Börjeson.
De jongeling kijkt naar de voet van de zuil waar een schildpad probeert omhoog te klauteren. 
De sculptuur werd in brons gegoten in Parijs.
De sculptuur Yngling med sköldpadda werd in 1882 voor 7000 Zweedse kronen aangekocht door het Zweedse Nationalmuseum en daar in 1884 in de museumtuin geplaatst.